# 勒克萊爾鎮區 (愛荷華州斯科特縣)
勒克萊爾鎮區（英語：Le Claire Township）是位於美國愛荷華州斯科特縣的一個行政鎮區。

## 地方資料
根據2010年美國人口普查的數據，勒克萊爾鎮區的面積為68.12平方千米，當中陸地面積為62.95平方千米，而水域面積為5.17平方千米。當地共有人口4263人，而人口密度為每平方千米62.58人。